# Ассенеде

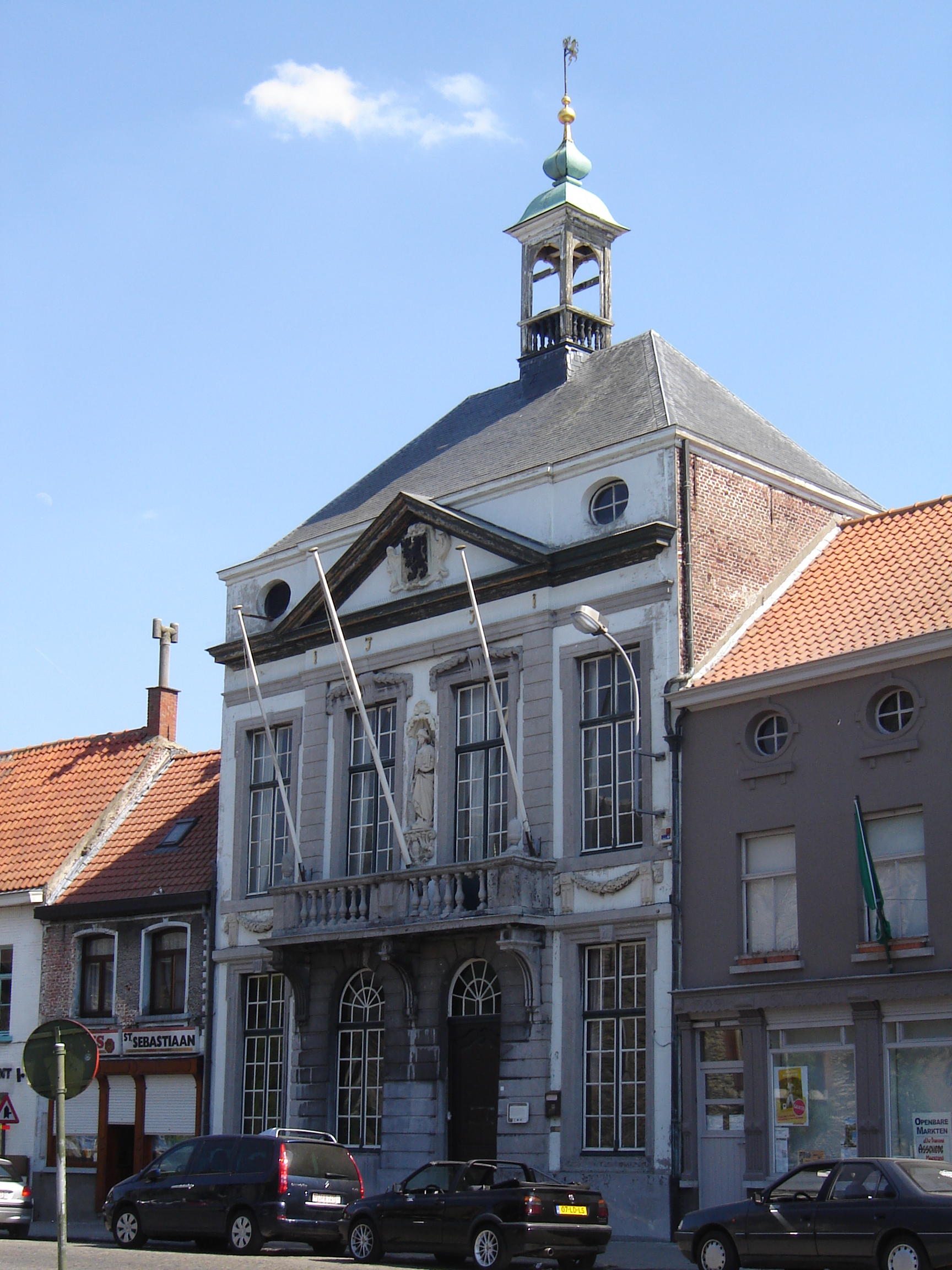
Ассенеде

Ассенеде (нидерл. Assenede) — город и коммуна, в провинции Восточная Фландрия. На 1 января 2006 года общая численность населения была 13.637 человек. Общая площадь составляет 87.22 км², плотность населения — 156 чел./км². Находится на северо-западе от столицы, на севере от канала Гент-тернёзен.

## История
Ассенеде — одна из самых старых деревень во Фландрии, самое раннее упоминание о городе относится к X веку.

## Внешние ссылки
- Официальный сайт  (нем.)